# 홍승범 (1973년)
홍승범(1973년 6월 29일 ~ )은 대한민국의 배우, 가수이다.

## 학력
- 안양예술고등학교 연극영화연기학과
- 서울예술대학교 연극학과
- 서울신학대학교 연극영화선교학과

## 경력
- 1998년~ 한국연극배우협회 회원

## 출연

### 방송

#### 드라마
- 1990년 KBS 1TV 《서울뚝배기》
- 2003년 MBC 《죽도록 사랑해》 - 기자 역
- 2003년 KBS 1TV 《노란 손수건》 - 운전 기사 역
- 2003년 MBC 《대장금》 - 백성 역
- 2003년 KBS 1TV 《백만송이 장미》 - 비서 역
- 2004년 SBS 《파란만장 미스김 10억 만들기》 - 선생님 역
- 2004년 KBS 2TV 《해신》 - 암해자 역
- 2005년 KBS2 《부활》
- 2005년 MBC 《신돈》
- 2006년 SBS 《연개소문》 - 왕박 역
- 2006년 MBC 《환상의 커플》 - 리조트 직원 역
- 2007년 KBS 2TV 《마왕》 - 학교 직원 역
- 2007년 SBS 《내 남자의 여자》 - 안 기사 역
- 2007년 MBC 《뉴하트》
- 2008년 SBS 《온에어》
- 2008년 KBS 2TV 《최강칠우》
- 2008년~2009년 SBS 《가문의 영광》 - 약사 역
- 2009년 MBC 《돌아온 일지매》
- 2009년 KBS 2TV 《솔약국집 아들들》 - 백화점 매장 직원 역
- 2009년 KBS 2TV 《결혼 못하는 남자》 - 남자 클라이언트 역
- 2009년 SBS 《아버지의 집》
- 2010년 SBS 《산부인과》 - 소아과에 진료보러온 아이의 아빠 역
- 2010년 KBS 1TV 《거상 김만덕》
- 2011년 SBS 《신기생뎐》 - 레스토랑 직원 관리자 역
- 2011년 MBC 《반짝반짝 빛나는》 - K문고 인사관리과 팀장 역
- 2011년 MBC 《내 마음이 들리니》 - 의사 역
- 2011년 SBS 《시티헌터》 - 의사 역
- 2011년 SBS 《미쓰 아줌마》 - 비서 역
- 2011년~2012년 MBC 《애정만만세》 - 변주리와 골프치는 남자 역
- 2011년 MBC 《계백》
- 2011년 SBS 《보스를 지켜라》 - 의사 역
- 2011년 TV조선 《고봉실 아줌마 구하기》 - 부동산 사장 역
- 2012년 SBS 《샐러리맨 초한지》 - 팀장 역
- 2012년 TV조선 《프로포즈 대작전》
- 2012년 KBS2 《넝쿨째 굴러온 당신》 - 최 기자 역
- 2012년 SBS 《그래도 당신》 - 박재용 변호사 역
- 2012년 SBS 《신사의 품격》 - 박민숙의 비서 역
- 2012년 SBS 《다섯 손가락》 - 아트홀 이사장 역
- 2012년~2013년 KBS2 《내 딸 서영이》 - 방송 PD 역
- 2012년 MBC 《마의》
- 2012년 SBS 《내 사랑 나비부인》 - 의사 역
- 2012년~2013년 SBS 《드라마의 제왕》 - 의사 역
- 2013년 SBS 《돈의 화신》 - 유재국 역[4]
- 2013년 SBS 《사건번호 113》 - 단기 부분기억상실증 환자의 남편 역
- 2013년 MBC 《스캔들: 매우 충격적이고 부도덕한 사건》
- 2013년 SBS 《결혼의 여신》 - 감독 역
- 2013년 JTBC 《그녀의 신화》 - 장 비서 역
- 2013년 tvN 《응답하라1994》 - 쓰레기와 같은 시계를 찬 남자 역
- 2013년 MBC 《빛나는 로맨스》 - 주방장 역
- 2014년 JTBC 《귀부인》 - 홈쇼핑 사장 역
- 2014년 MBC 《앙큼한 돌싱녀》 - 회사 직원 역
- 2014년 SBS 《신의 선물 - 14일》 - 의사 역
- 2014년 KBS 2TV 《골든크로스》 - 검사 역
- 2014년 MBC 《개과천선》 - 보험회사 직원 역
- 2014년 MBC 《트라이앵글》 - 사채업자 역
- 2014년 SBS 《사랑만 할래》
- 2014년 KBS 2TV 《뻐꾸기 둥지》 - 의사 역
- 2014년 MBC 《소원을 말해봐》 - 엘본 쉐프 역
- 2014년 KBS 1TV 《고양이는 있다》 - 금산문화재단 이사장 역
- 2014년 MBC 《압구정 백야》 - 이 팀장 역
- 2014년 SBS 《모던파머》
- 2014년 MBC 《전설의 마녀》 - 팀장 역
- 2014년 SBS 《미녀의 탄생》 - 김 PD 역
- 2014년 SBS 《달려라 장미》 - 의사 역
- 2015년 SBS 《황홀한 이웃》 - 배한천 외과의사 역
- 2015년 TvN 《호구의 사랑》
- 2015년 KBS 1TV 《오! 할매》 - 동사무소 직원 역
- 2015년 KBS 2TV 《파랑새의 집》 - 최 과장 역
- 2015년 KBS 2TV 《그래도 푸르른 날에》 - 박 사장 역
- 2015년 MBC 《앵그리맘》 - 앵커 역
- 2015년 KBS 2TV 《프로듀사》 - 민 기자 역
- 2015년 KBS 1TV 《오! 할매》
- 2015년 SBS 《돌아온 황금복》 - 촬영장 사건 담당 검사 역
- 2015년 SBS 《어머님은 내 며느리》 - 부장 역
- 2015년 KBS 2TV 《어셈블리》 - 앵커 역
- 2015년 SBS 《미세스 캅》 - 장 팀장 역
- 2015년 KBS 2TV 《별이 되어 빛나리》 - 화장품 용기 공장 사장 역
- 2015년 SBS 《애인 있어요》 - 담당 주치의 역
- 2016년 KBS 2TV 《천상의 약속》 - 박희석 역
- 2016년 KBS 2TV 《아이가 다섯》 - 술집 주인 역
- 2016년 KBS 2TV 《내 마음의 꽃비》
- 2016년 MBC 《몬스터》 - 박 팀장 역
- 2016년 KBS 2TV 《동네변호사 조들호》
- 2016년 MBC 《굿바이 미스터 블랙》 - 민선재의 변호사 역
- 2016년 SBS 《닥터스》 - 변호사 역
- 2016년 KBS 2TV 《여자의 비밀》 - 검사 역
- 2016년 OCN 《뱀파이어 탐정》 - 박재욱 역
- 2016년 JTBC 《청춘시대》 - 의사 역
- 2016년 MBC 《언제나 봄날》 - 팀장 역
- 2016년 TvN 《안투라지》 - 소속사 대표 역
- 2016년 KBS 1TV 《빛나라 은수》 - 윤가식품 마트 매니저 역
- 2017년 KBS 2TV 《월계수 양복점 신사들》 - 의사 역
- 2017년 MBC 《행복을 주는 사람》 - 육개장집 사장 역
- 2017년 MBC 《별별 며느리》 - 홍성우 역
- 2017년 SBS 《아임 쏘리 강남구》 - 의사 역
- 2017년 KBS 2TV 《이름 없는 여자》 - 의사 역
- 2017년 JEI 재능 TV 《봉인해제 13세》 - 닥터 봉 역
- 2017년 TvN 《변혁의 사랑》 - 조 쉐프 역
- 2017년 KBS 2TV 《마녀의 법정》
- 2017년 TvN 《슬기로운 감빵생활》 - 퀴즈 MC 역
- 2018년 OCN 《나쁜 녀석들 : 악의 도시》 - 배상도 시장 보좌관 역
- 2018년 SBS 《착한마녀전》 - 의사 역
- 2018년 KBS 1TV 《내일도 맑음》 - 팀장 역
- 2018년 MBN / iHQ DRAMA 《리치맨》
- 2018년 MBC 《데릴남편 오작두》
- 2019년 KBS 2TV 《왼손잡이 아내》 - 장기태 역
- 2019년 SBS 《맛 좀 보실래요》 - 택시 기사 역
- 2021년 KBS 2TV 《비밀의 남자》 - 민 변호사 역

#### 시트콤
- 2003년 MBC 《형사》
- 2006년 MBC 《거침없이 하이킥!》 - 기자 역
- 2009년 MBC 《지붕뚫고 하이킥!》 - 선생님 역

#### 재연극
- 1999년 KBS 1TV 《긴급구조 119》
- 2000년 KBS 2TV 《부부클리닉 사랑과 전쟁》
- 2002년 MBC 《신비한TV 서프라이즈》
- 2003년 KBS 2TV 《긴급구조 119》
- 2005년 MBC 《현장기록 형사》
- 2011년 KBS 2TV 《부부클리닉 사랑과 전쟁 2》
- 2014년 MBN 《기막힌 이야기 실제상황》

#### 교양
- 2020년 KBS 1TV 《아침마당》 - 게스트(With 권영경, 2020.01.13)
- 2020년 MBC 《공부가 머니?》 - 의뢰인(With 권영경, 2020.04.17)
- 2020년 KBS 1TV 《아침마당》 - 게스트(With 권영경, 2020.10.05)
- 2020년 JTBC 《부부의 발견 배우자》 - 게스트(With 권영경, 2020.11.24)
- 2021년 채널A 《설계자들》 - 의뢰인(With 권영경, 2021.08.28)

#### 예능
- 2016년 JTBC 《김제동의 톡투유 - 걱정 말아요! 그대》 - 방청객 인터뷰 (2016.01.17)
- 2020년 채널A / SKY 《다시 뜨거워지고 싶은 애로부부》 - 속터뷰 게스트(With 권영경, 2020.10.26)

#### 기타
- 2020년 ~ 유튜브 《홍승범의 닥터 봉봉 티비》

### 영화
- 2001년 《조폭 마누라》
- 2003년 《이중간첩》
- 2003년 《황산벌》
- 2006년 《아파트》 - 새댁 남편 역
- 2009년 《작전》 - 진영이 형 역
- 2016년 《시간이탈자》 - 건우 수술 의사 1 역

### 공연

#### 연극
- 2005년 《건너가게 하소서》

#### 뮤지컬
- 1998년 《방황하는 별들》

## 음반

### 비정규
- 2016년 《나만의 연인 / 잊혀져 가네》
  - 〈나만의 연인〉
  - 〈잊혀져 가네〉
  - 〈나만의 연인 (Inst.)〉
  - 〈잊혀져 가네 (Inst.)〉
- 2017년 《흰머리 / 권태 / 믿어요》
  - 〈흰머리〉
  - 〈권태〉
  - 〈믿어요〉
- 2018년 《그대는 모르오 (선물이 주는 선물)》
  - 〈그대는 모르오 (선물이 주는 선물)〉
  - 〈그대는 모르오 (선물이 주는 선물) (Inst.)〉

## 가족 관계
- 배우자: 권영경(1973년~ )
  - 딸: 홍세화
  - 아들: 홍창화